# Seven Arcs
Seven Arcs Co., Ltd. (яп. 株式会社Seven Arcs, Kabushiki-gaisha Sebun Ākusu) — японська анімаційна компанія та колишня студія, заснована 31 травня 2002 року колишніми співробітниками Pierrot і Studio Kikan, які раніше у 2000 році створили студію Arcturus з метою виробництва анімаційних серіалів. Першим телевізійним аніме-серіалом студії став Mahō Shōjo Ririkaru Nanoha у 2004 році.
У 2012 році анімаційний підрозділ було відокремлено, утворивши дочірню компанію Seven Arcs Pictures Co., Ltd. (яп. 株式会社Seven Arcs Pictures, Kabushiki-gaisha Sebun Ākusu Pikuchāzu) Відтоді Seven Arcs займається плануванням анімації та управлінням ліцензіями. 6 грудня 2017 року компанія була придбана Tokyo Broadcasting System Holdings. 1 жовтня 2019 року Seven Arcs Pictures, Seven Arcs та Arcturus об'єдналися в одну компанію під назвою Seven Arcs.
Назва студії посилається на сьомий із дванадцяти принципів анімації.

## Праця

### Seven Arcs (2002–2012)

#### Телесеріал
- Magical Girl Lyrical Nanoha (2004)
- Magical Girl Lyrical Nanoha A's (2005)
- Inukami! (2006)
- Magical Girl Lyrical Nanoha StrikerS (2007)
- Sekirei (2008)
- White Album (2009)
- Asura Cryin' (2009)
- Asura Cryin' 2 (2009)
- Sekirei ~Pure Engagement~ (2010)
- Dog Days (2011)
- Dog Days' (2012)

#### OVA
- Трикутник серця: Солодкі пісні назавжди (2003)
- Sekirei (2008)
- Sekirei ~Pure Engagement~ (2010)

#### Фільми
- Інукамі! Фільм: Токумей Рейтекі Сосакан Каріна Шіро! (2007)
- Mahō Shōjo Ririkaru Nanoha фільм 1 (2010)
- Magical Girl Lyrical Nanoha The MOVIE 2nd A's (2012)

### Seven Arcs Pictures (2012–2019)

#### Телесеріал
- Mushibugyo (2013)
- Trinity Seven (2014)
- Dog Days" (2015)
- Ooya-san wa Shishunki! (2016)
- Idol Memories (2016)
- ViVid Strike! (2016)
- Basilisk: The Ouka Ninja Scrolls (2018)
- Dances with the Dragons (2018)
- Bermuda Triangle: Colorful Pastrale (2019)

#### OVA/ONA
- Mushibugyo (2014–2015)
- Trinity Seven (2015)
- Majestic Prince: Wings to the Future (2016, спільне виробництво з Orange )

#### Фільми
- Yakusoku no Utsuwa: Arita no Hatsukoi (2016)
- Fuyu no Chikai, Natsu no Matsuri: Takeoshi no Dai-Kusunoki (2016)
- Galactic Armored Fleet Majestic Prince: Genetic Awakening (2016, спільне виробництво з Orange )
- Trinity Seven the Movie: The Eternal Library and the Alchemist Girl (2017)
- Magical Girl Lyrical Nanoha Reflection (2017)
- Magical Girl Lyrical Nanoha Detonation (2018)
- Trinity Seven: Heavens Library &amp; Crimson Lord (2019)

#### Скасовані роботи
- New Life+: Young Again in Another World — спочатку планувалося до прем'єри в жовтні 2018 року, проте згодом було скасоване через суперечливі висловлювання автора ранобе MINE.

### Seven Arcs (об’єднана компанія, 2019–дотепер)

#### Телесеріали
- Arte (2020)
- Fly Me to the Moon (2020–2023)
- Блакитний період (2021)
- Extreme Hearts (2022)
- Mato Seihei no Slave (2024)
- Failure Frame: I Became the Strongest and Annihilated Everything with Low-Level Spells (2024)

#### OVA/ONA
- Fly Me to the Moon ~SNS~ (2021)

## Посиланя
- Офіційний сайт (яп.)
- Seven Arcs в енциклопедії аніме на сайті «Anime News Network»(англ.)
- Seven Arcs Pictures в енциклопедії аніме на сайті «Anime News Network»(англ.)